# Gabriele Kohlisch
Gabriele "Gabi" Kohlisch, née le 7 décembre 1963 à Karl-Marx-Stadt (Chemnitz aujourd'hui) en Allemagne de l'Est est une ancienne lugeuse et bobeuse allemande.

## Carrière en luge
Kohlisch a obtenu dix médailles aux Championnats du monde dont 6 en or (simple : 1990, 1995 ; par équipes mixtes : 1990, 1991, 1993, 1995) et 4 en argent (1987, 1991, 1993 ; par équipes mixtes : 1996. Lors des Championnats d'Europe, elle a est médaillée à trois reprises dont deux en argent (1996 en simple et par équipes mixtes en 1994) et une en bronze (1994 en simple). Elle a également remporté la Coupe du monde 1993-1994.
Lors de ses deux participations aux Jeux olympiques en 1992 et 1994, elle se classe sixième.
En 1997, l'allemande a décidé de se retirer de la compétition de luge ne s'estimant plus assez compétitive pour faire face à la concurrence de ses compatriotes Susi Erdmann, Jana Bode ou encore Sylke Otto.

## Carrière en bobsleigh
Kohlisch a participé à ses premières compétitions de bobsleigh au cours de l'année 1998. Elle participe à la première édition du bob à deux féminin aux Championnats du monde en 2000 à Winterberg, avec comme partenaire Kathleen Hering et remporte le titre mondial.